# Franziskanermuseum

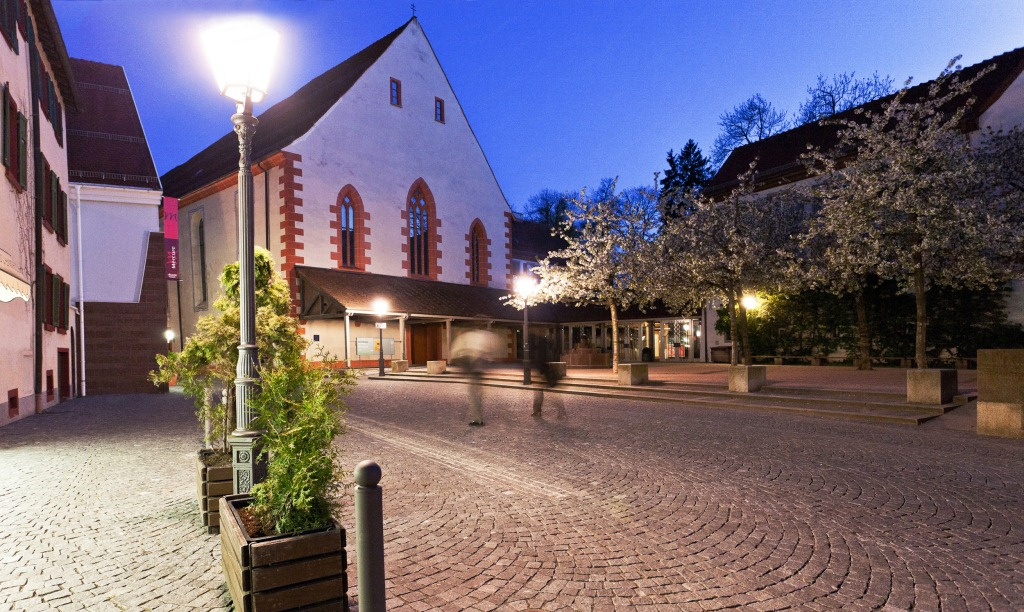
Blick zum Franziskanermuseum am Osianderplatz (2008)

Das Franziskanermuseum im ehemaligen Franziskanerkloster in Villingen-Schwenningen im Stadtbezirk Villingen ist ein kulturhistorisches Museum mit Sammlungsschwerpunkten zur Stadtgeschichte von den Anfängen bis in die Gegenwart, zur Volkskunde des Schwarzwalds und zum keltischen Fürstengrab Magdalenenberg.

## Geschichte

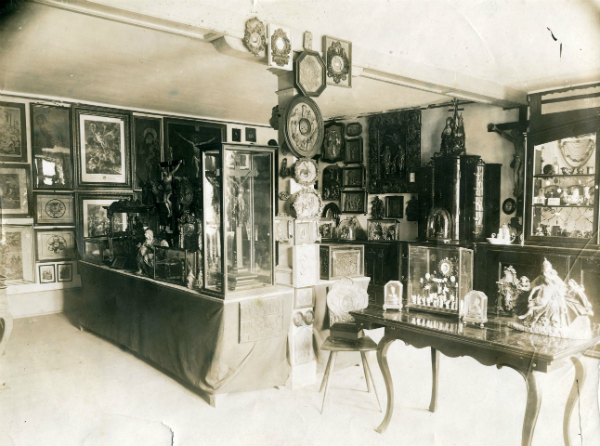
Städtische Altertümersammlung Villingen

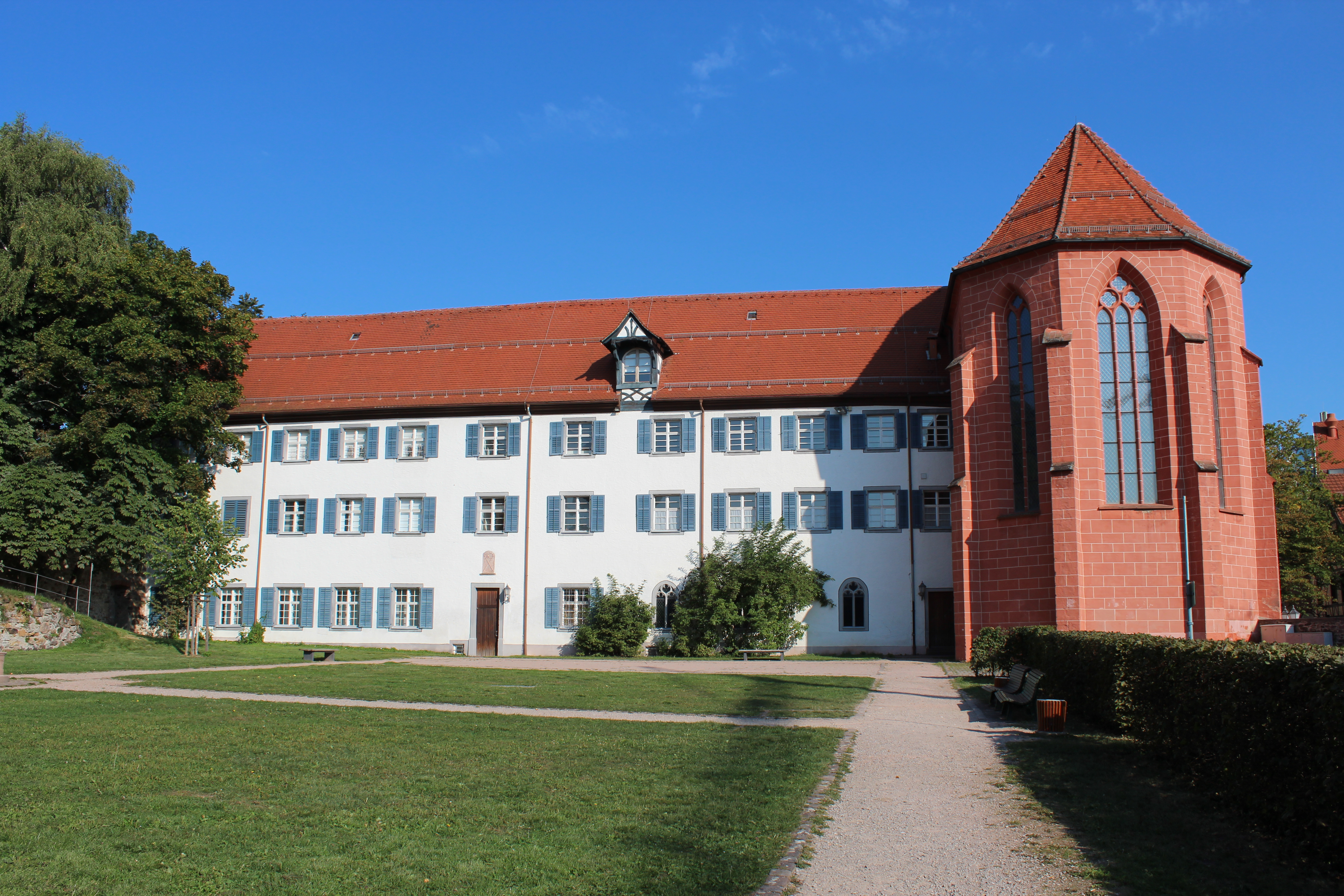
Klostergebäude, Südansicht (2013)

### Franziskaner- und Minoritenkloster
In Villingen bestand von 1268 bis 1797 ein Kloster des 1210 gegründeten Franziskanerordens, das anfangs zur Kustodie Bodensee der Oberdeutschen (Straßburger) Ordensprovinz Argentina gehörte. Die Brüder des 1210 gegründeten Ordens waren von Graf Heinrich I. von Fürstenberg nach Villingen gerufen worden, und er sicherte dem Konvent Schutz und Unterstützung zu. Am 15. Januar 1268 ließen sich die Brüder in der Stadt nieder. Die Klosterkirche wurde am 27. April 1292 durch Weihbischof Bonifatius geweiht; der Bau hatte sich durch den Stadtbrand von 1271 verzögert.
26 mal tagte in Villingen in den nächsten Jahrhunderten das Provinzkapitel der Ordensprovinz. Beim Kloster bestanden 12 Bruderschaften, und die Brüder betrieben ein Gymnasium. Bei der Teilung des Franziskanerordens wegen der Armutsfrage 1517 schlossen sich die Villinger Brüder der gemäßigten Richtung, den Konventualen oder Minoriten, an. Das Kloster und die Kirche wurden 1704 durch die Truppen Tallards zerstört und 1711 wieder aufgebaut.
Im Rahmen der von Kaiserin Maria Theresia und Kaiser Joseph II. betriebenen Säkularisation der Klöster wurde das Villinger Minoritenkloster 1797 aufgehoben.

### Entstehung der Sammlung
Im Jahr 1876 gründeten der Villinger Buchhändler Ferdinand Förderer (1814–1889), Herausgeber der Zeitung Der Schwarzwälder, und der Pfarrer Johann Nepomuk Oberle (* in Villingen, 1807–1891) zusammen mit Gleichgesinnten eine Altertümersammlung, zu deren Erstellung sie auch die Bevölkerung zur Mitarbeit aufriefen. Die Sammlung wurde im alten Rathaus in Villingen untergebracht.
Nach dem Kauf der Bildteppiche 1910 und der Sammlung Robert Bichweiler sowie der Schwarzwaldsammlung des Oskar Spiegelhalder 1929, entschloss sich die Stadt zum Ausbau des ehemaligen Franziskanerklosters, doch die Weltwirtschaftskrise zwang zu Einsparungen, so dass unter Paul Revellio die Ausstellung zunächst im Kaufhaus und später im ehemaligen Waisenhaus erfolgte. Durch den Zweiten Weltkrieg musste die Sammlung mehrfach ausgelagert werden, insgesamt wurden 11 auswärtige Depots angelegt. Die Sammlungen wurden dann im Alten Rathaus untergebracht, wo sich auch heute noch ein kleiner Teil befindet.
Die (zweite) Ausgrabung des Magdalenenbergs unter der Leitung von Konrad Spindler von 1970 bis 1974 erforderte den Bau eines neuen Museums, was allerdings finanziell nicht vertretbar erschien, daher entschloss man sich zur Erschließung des ehemaligen Franziskanerklosters. Seit 1978 wurde die Klosteranlage mit dem Museum zum Kulturzentrum ausgebaut, das 1999 neu eröffnet werden konnte. Auf 2151 Quadratmetern Dauerausstellungsfläche werden seitdem insgesamt etwa 7000 Jahre Menschheitsgeschichte erlebbar.

## Ausstellungen

### Stadtgeschichte

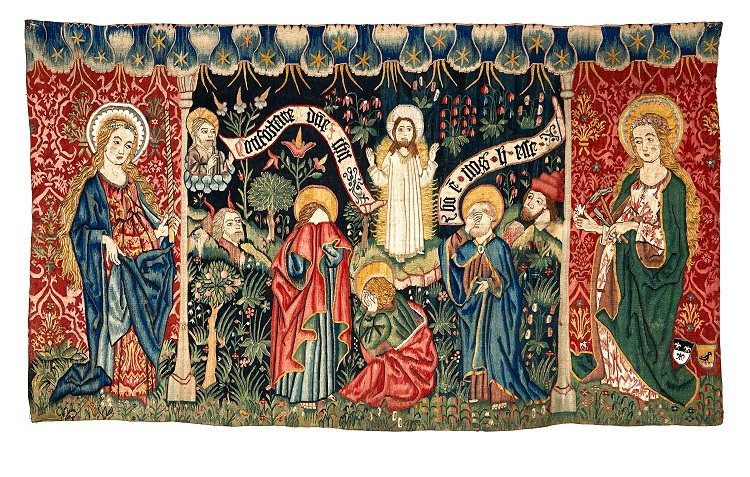
Antependium mit Darstellung der Verklärung Christi, Ende 15. Jahrhundert

Die Stadtgeschichtliche Abteilung („Stadtgeschichte von den Anfängen bis zur Gegenwart“) ist untergliedert in die „Stadtgeschichte bis 1800“ und in die „Stadtgeschichte von 1800 bis heute“:
- Die Abteilung „Stadtgeschichte bis 1800“ gilt als eine der ältesten umfassenden städtischen Sammlungen Baden-Württembergs von archäologischen Zeugnissen über die sakrale Kunst bis zum Alltagsleben. Die mittelalterlichen Bildteppiche aus dem ehemaligen Kloster St. Clara (Bickenkloster) und eine Minnetruhe mit Motiven der Weibermacht gehören zu den kostbarsten Exponaten.
- Die Abteilung „Stadtgeschichte bis heute“ thematisiert die Villinger Fastnacht (Fasnet), den Beginn des Tourismus im 19. Jahrhundert sowie die örtlichen Unternehmen SABA und Kienzle. Im Bereich „Wie tickt Villingen-Schwenningen?“ wird die Identität der modernen Doppelstadt Villingen-Schwenningen beleuchtet.

### Keltisches Fürstengrab Magdalenenberg

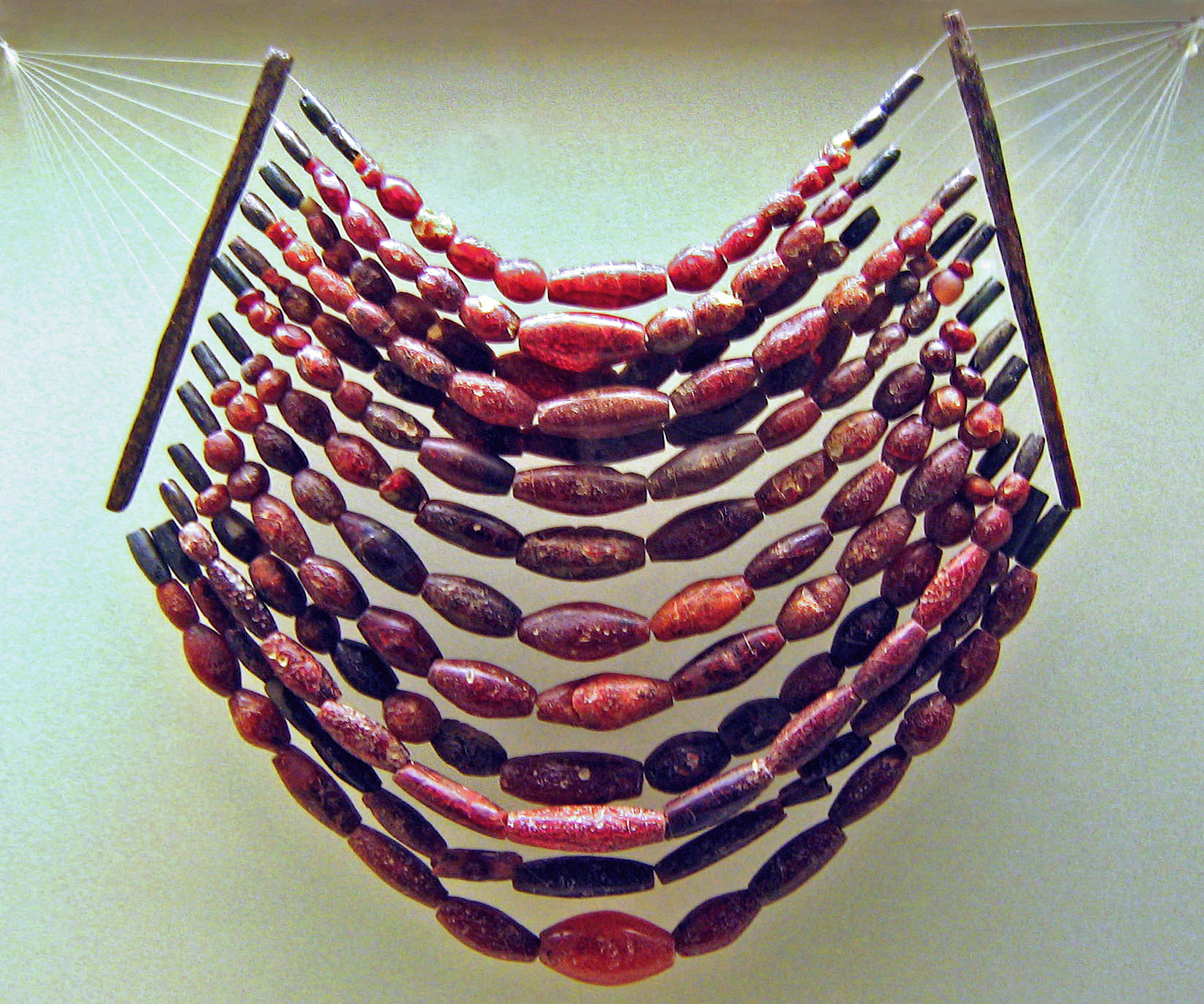
Bernstein-Collier aus dem Magdalenenberg

Die Abteilung „Keltisches Fürstengrab Magdalenenberg“ hat den größten keltischen Grabhügel im mitteleuropäischen Raum zum Thema. Bereits 1890 begannen die Ausgrabungen, 126 Nachbestattungen in der Hügelschüttung wurden jedoch erst bei der zweiten archäologischen Untersuchung in den 1970er Jahren entdeckt.
Die im Original erhaltene Grabkammer (8 × 6,5 m) füllt fast den gesamten Ausstellungsraum aus. Daneben ist ein Großteil der Fundstücke zu sehen, vor allem Waffen, Schmuck und Alltagsgegenstände, sowie ein Modell des Hügelgrabs.
Ein Augmented-Reality-Spiel auf Tablets mit dem Titel GeheimnisGräberei kann kostenlos an der Museumskasse ausgeliehen werden. Es erzählt eine fiktive Geschichte zum Magdalenenberg und stellt Rekonstruktionshypothesen zur ehemaligen Grabausstattung vor.

### Schwarzwaldsammlung
Die „Schwarzwaldsammlung des Oskar Spiegelhalder“ stellt eine Sammlung von volkskundlichen Gegenständen des Schwarzwalds dar, die von Spiegelhalder im späten 19. und frühen 20. Jahrhundert gesammelt wurden. Sie enthält neben Objekten aus verschiedenen Alltagsbereichen auch Zeugnisse des Kunsthandwerks, insbesondere Schwarzwaldglas, Schwarzwälder Uhren, aber auch Handwerksgeräte und Trachten.

### Sonstige Ausstellungen
- Die Dauerausstellung „Nicht nur Kraut und Rüben: Die Städtische Altertümersammlung“ dokumentiert die Sammeltätigkeit Villinger Bürger im 19. Jahrhundert.
- Im Verbindungsgang zwischen den Abteilungen Stadtgeschichte und dem Keltischen Fürstengrab Magdalenenberg ist die Ausstellung „Mensch, Arbeit, Technik“ untergebracht. Diese vermittelt die Entwicklung der Arbeitswerkzeuge von der Steinzeit bis in unser heutiges Computerzeitalter.
- Wechselnde Sonderausstellungen im Erdgeschoss der Klosteranlage beleuchten einzelne Facetten der Stadt- und Regionalgeschichte.
- In der ehemaligen Klosterkirche, die heute auch als Konzertsaal dient, kann eine 12-minütige Multimedia-Show zur Geschichte des Franziskanerklosters abgespielt werden.

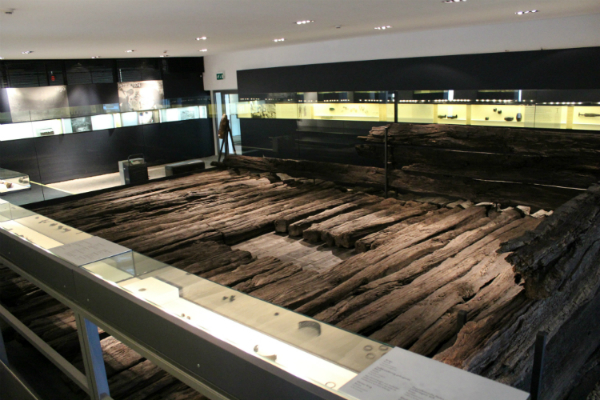
Grabkammer des Keltischen Fürstengrabs Magdalenenberg
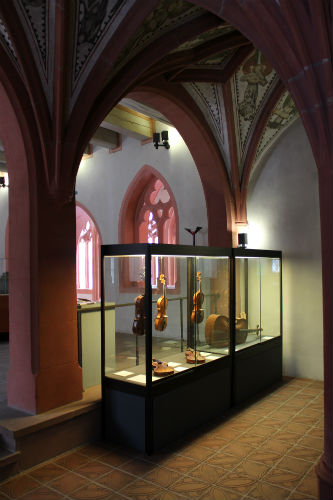
Ausstellung zum Schwarzwälder Geigenbau in der Sakristei
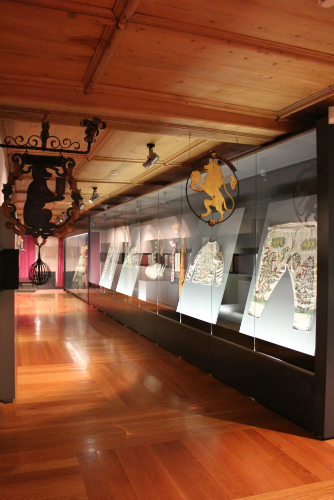
Fastnachtsausstellung
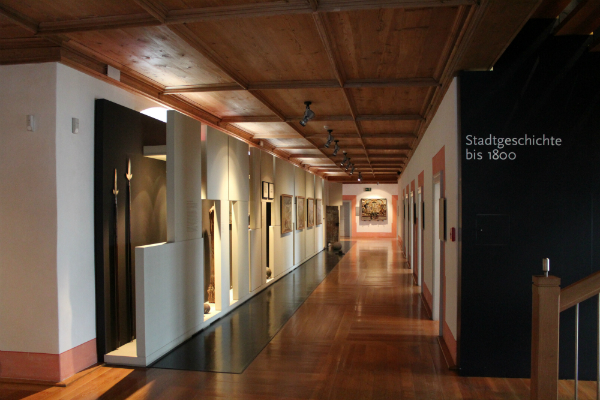
Stadtgeschichte bis 1800

## Auszeichnungen
2016 wurden 15 Schüler, die als Peer Guides durch die Sonderausstellung „Deine Anne“ führten, mit dem Joseph-Haberer-Preis der Stadt Villingen-Schwenningen ausgezeichnet.  2019 erhielt das Franziskanermuseum den Preis des Vereins KeltenWelten für ein mehrjähriges Vermittlungsprojekt, das auf der systematischen Vernetzung mit anderen keltischen Fundstätten und Museen beruhte. Für die Sonderausstellung „Familiengeheimnisse. De Narro un si ganz Bagasch“ erhielt das Museum im Jahr 2020 den Sonderpreis der Vereinigung Schwäbisch-Alemannischer Narrenzünfte. Das Augmented-Reality-Spiel GeheimnisGräberei wurde als eines von fünf Museumsspielen für die Shortlist des DigAMus-Awards 2021 ausgewählt.

## Weitere Nutzung
Von 1825 bis 1978 war das 1286 erstmals genannte Heilig-Geist-Spital Villingen im ehemaligen Franziskanerkloster und mehreren Nebengebäuden untergebracht.
Die ehemalige Klosterkirche im Stil einer Bettelordenskirche dient heute als Konzertsaal mit 1000 Sitzplätzen und einer guten Akustik. Die ehemalige Sakristei kann für Hochzeiten gebucht werden. Die Tourist Information & Ticket Service und der Museumsshop im Glasfoyer bilden gemeinsam mit dem Museum das Kulturzentrum Franziskaner. Für Schulklassen, Kindergärten und Kindergeburtstage gibt es museumspädagogische Angebote. Jährlich finden außerdem ein Museumsfest und der Keltentag, eine Living-History-Veranstaltung, statt. Das Franziskanermuseum ist Mitglied des Museums-PASS-Musées und im Verein KeltenWelten.